# 心願 (B'z單曲)
〈心願〉（日语： Negai）是日本音樂組合B'z的歌曲。於1995年5月31日作為第16張單曲由BMG ROOMS發行。

## 概要
本作是自前作『MOTEL』以來時隔約半年的單曲。
自本作起成立私人唱片公司『VERMILLION』並開始使用。
本作與次作『love me, I love you』使用了模仿蜜蜂（Bee）尾部造型的B'z標誌。
是自身首張標題僅平假名之單曲，並成為了標題僅平假名之單曲只有本作與2006年發售的41st單曲『ゆるぎないものひとつ』。
本作是將迄今為止的製作陣容B+U+M解散以「B'z是2個人」返回原點製作而成的首張作品，亦是稻葉也參與了編曲的最初作品。松本表示「是一張成為了B'z第7年轉捩點的作品」。
在單曲作品中是創下了自『愛のままにわがままに 僕は君だけを傷つけない』起5作連續初動超過70萬張紀錄，在同一藝人中成為了Oricon公信榜史上首次紀錄。

## 收錄曲
1. （心願）(3:30)
是一首B'z罕見地主要使用了Fender Stratocaster的樂曲。
PV拍攝於橫濱商業公園（日语：横浜ビジネスパーク）「貝里尼之丘（日语：横浜ビジネスパーク#ベリーニの丘）」的水池廣場，背景色彩變幻及稻葉踢起水花的場面等是使用了當時的最新技術。原先預計松本亦與稻葉在同一個場所拍攝，但由於導致松本感冒惡化，因此便在個別場所拍攝[2]。導演為鈴木慎二（日语：鈴木慎二）。
於8th專輯『LOOSE』中，收錄了與在同年的『B'z LIVE-GYM Pleasure '95 "BUZZ!!"（日语："BUZZ!!" THE MOVIE）』上披露的編曲接近的專輯版本。由於在演唱會上首次演奏的是該版本，因此單曲版本的演唱會演奏成為了在翌年的專輯巡演上為首次演奏。
在近年的演唱會上演奏的是將單曲版本與專輯版本混合而成的編曲，並且經常會加長演奏間奏的吉他獨奏。
2. (4:07)
於2nd beat樂曲中亦擁有高人氣，在精選輯『B'z The Best "Treasure"』的人氣票選裡於2nd beat中排行第4位（綜合第21位），並在『B'z The Best "ULTRA Treasure"』中排行綜合第16位[3]。
根據松本在官方粉絲俱樂部會報誌訪談中的發言表示，據說於1998年舉行巡迴演唱會『B'z LIVE-GYM '98 "SURVIVE"』時作為候補曲並進行過排練，但最終未演奏[注 1]。
於2014年在官方粉絲俱樂部會報誌實施的「雖然自身還未曾聽過，但夢想總有一天能在LIVE-GYM上聽到的歌曲[原文 3]」問卷調查中排行第2位，便在2015年舉行的巡迴演唱會『B'z LIVE-GYM 2015 -EPIC NIGHT-』（體育場・巨蛋公演）上自『B'z LIVE-GYM Pleasure 2000 "juice"』以來，時隔15年演奏，同時亦實現了首次影像化。

## 商業搭配
- 日本全國25局聯播網『J-ROCK ARTIST COUNT DOWN 50（日语：J-ROCK ARTIST COUNT DOWN 50）』片尾曲 (#1)

## 製作人員
- 松本孝弘：吉他、全曲作曲・編曲
- 稻葉浩志：主唱、全曲作詞・編曲
- 中村"キタロー"幸司：貝斯
- 山木秀夫（日语：山木秀夫）：爵士鼓
- 小野塚晃（日语：小野塚晃）：鋼琴・合成器
- 勝田かず樹（日语：勝田かず樹）：薩克斯風
- 佐々木史郎：小號
- 小林太：小號
- 中路英明：長號
- 生沢佑一（日语：生沢佑一）：和聲 (#1)
- 千葉彩由実：和聲 (#1)
- HIIRO STRINGS：弦樂器 (#2)
- 池田大介（日语：池田大介 (編曲家)）：Manipulator（日语：マニピュレーター） (#2)

## 收錄專輯
- LOOSE ("BUZZ!!" STYLE)
- B'z The Best "Treasure"
- B'z The Best "ULTRA Pleasure"
- B'z The Best XXV 1988-1998
- B'z TV STYLE II Songless Version（日语：B'z TV STYLE II Songless Version） (TV STYLE)

- B'z The "Mixture" (-Mixture mix-)
- B'z The Best "ULTRA Treasure"

## 演唱會影像作品
- "BUZZ!!" THE MOVIE（日语："BUZZ!!" THE MOVIE）
- B'z LIVE-GYM Hidden Pleasure 〜Typhoon No.20〜
- B'z LIVE-GYM Pleasure 2008 -GLORY DAYS-
- B'z LIVE-GYM 2005 -CIRCLE OF ROCK-
- B'z LIVE-GYM Pleasure 2013 ENDLESS SUMMER -XXV BEST-
- EPIC DAY (特典DVD)
- B'z COMPLETE SINGLE BOX (特典DVD)
- B'z LIVE-GYM Pleasure 2018 -HINOTORI-

- B'z LIVE-GYM 2015 -EPIC NIGHT-

## 腳註

### 出典
1. ↑  . 日本唱片協會. 1995-06  [2020-04-01]. （原始内容存档于2019-04-28）.
2. ↑  青木優.  (MUSIC VIDEO的Liner Notes（英语：Liner notes） (初回限定盤附屬)) (音像媒体说明). VERMILLION RECORDS. 2013.
3. ↑  . BARKS (JAPAN MUSIC NETWORK株式會社). 2008-07-16  [2019-11-10]. （原始内容存档于2020-06-14）.